# Descripciones de Álava
Descripciones de Álava es una obra del periodista y escritor español Ricardo Becerro de Bengoa, con textos escritos en torno a 1880 pero no publicada hasta 1918, ya a título póstumo.

## Descripción
| «[...] la obra [...] constituye el fruto de conocimiento propio, si nó más maduro, más sabroso que podemos ofrecer hoy á nuestro pueblo. Es una especie de Suma de Alava, escrita por aquel vitoriano que de tantas cosas entendía y que para ellas y para todas tenía una mirada de amor; por aquel literato y poeta, hombre de ciencia y dibujante, que en esta multiplicidad de su espíritu, se asemejaba á los hombres del Renacimiento que valían más como tales hombres que por las obras que dejaron» —Apraiz y Buesa, en el «Prólogo» |

Aunque los textos de Descripciones de Álava fueron escritos por Ricardo Becerro de Bengoa (1845-1902) en torno a 1880, la obra no se publicó hasta 1918, año en que salió de la vitoriana imprenta regentada por Domingo Sar por impulso del Real Ateneo Científico, Literario y Artístico de Vitoria. Por aquel entonces, el autor llevaba ya más de tres lustros fallecido. «Las Descripciones de Alava, lo son de una serie de excursiones que abarcan todo su territorio, y que Becerro realiza antes y después de la Guerra civil del 72 al 76; pero todas las de que constan en el texto las fechas, á partir del año 1870 en que consiguió por oposición en el Instituto de Palencia una cátedra, practicando su amor al suelo nativo durante las vacaciones», explicaba en el prólogo Ángel de Apraiz y Buesa. Se describen en más de tres centenares de páginas desde «la constitución geológica del terreno con los fósiles que en él se encuentran» hasta «las etimologías vascas de los lugares que atraviesa». En los textos ―algunos ya publicados antes en las revistas Euskal-Erria y Ateneo―, visita lugares como Salvatierra, Aramayona, Zuya, Santa Cruz de Campezo, Treviño, Peñacerrada, Sobrón, Valdegovía y Salinas de Añana, entre otros muchos. En 1996, se publicó una segunda edición de la obra a cargo de la editorial Papeles de Zabalanda.